# Американо-израильские отношения
Американо-израильские отношения (англ. Israel–United States relations; ивр. יחסי ארצות הברית–ישראל‎) — двусторонние дипломатические, культурные, экономические, военные и технологические отношения между Соединёнными Штатами Америки и Государством Израиль. Были учреждены с 1948 года.

## Предыстория
После окончания Второй мировой войны США стали активным участником ближневосточной политики. Так, власти США и Великобритании создали совместную англо-американскую комиссию по вопросу о будущем Палестины. С американский стороны в комиссию входили, в частности, Джеймс Макдональд, будущий первый посол США в Израиле и адвокат Бартли Крам. Выводы комиссии состояли в предложении принципов и этапов создания двунационального государства на территории Эрец-Исраэль и в скорейшем разрешении на репатриацию 100 000 еврейских беженцев из Европы в Палестину. Неудовлетворённая таким решением Британия потребовала созвать ещё одну комиссию, получившую название комиссии Моррисона-Грейди (по именам британского министра Герберта Моррисона и специального посланника Гарри Трумэна Генри Грейди). Решением комиссии стал план о разделе Палестины, но с сохранением британского мандата. Это решение не удовлетворило ни евреев, ни арабов, а в октябре 1946 года и американская администрация, потребовала немедленной репатриации европейских евреев в Эрец-Исраэль.

## Роль США и, в частности, Трумэна в создании Государства Израиль
Организация Объединённых Наций на Второй сессии своей Генеральной Ассамблеи 29 ноября 1947 года приняла план раздела Палестины (резолюция Генеральной ассамблеи ООН № 181) на два государства: еврейское и арабское. Принятие этого плана стало возможным благодаря его поддержке со стороны крупнейших держав — СССР и США.
Среди политической элиты США по этому вопросу существовали серьёзные разногласия, и в итоге решающую роль сыграла личная позиция президента Гарри Трумэна, который ради принятия решения о создании Израиля пошёл на прямой конфликт с руководством Госдепартамента.
Ещё в марте 1947 года Трумэн в частном порядке пообещал Хаиму Вейцману (будущему президенту Израиля) поддержку идеи раздела Палестины, но на следующий день американский посол в ООН проголосовал за передачу Палестины под опеку ООН. Трумэн пришёл в ярость и обвинил в произошедшем чиновников Госдепартамента.
Однако за этим голосованием стояла группа высокопоставленных лиц, включая госсекретаря Джорджа Маршалла и министра обороны Джеймса Форрестола. Многие сотрудники Госдепартамента во главе с госсекретарём Джорджем Маршаллом опасались того, что явная поддержка еврейскому государству приведёт к тому, что СССР выступит в качестве союзника арабским странам и получит широкий доступ в регион. Как заявлял первый министр обороны Джеймс Форрестол президенту Трумэну: «Вы просто не осознаете, что существует 40 млн арабов и 400 тыс. евреев. Миллионы арабов одержат верх над тысячами евреев. Нефть — вот та сторона, на которой мы должны находиться». С другой стороны, как полагал советник президента Кларк Клиффорд, «демократическое государство на Ближнем Востоке станет долгосрочной гарантией безопасности не только нашей страны, но и всего мира».
Конфликт между Трумэном и Маршаллом по этому вопросу грозил перерасти в правительственный кризис. Однако разрастания скандала удалось избежать. Трумэн настоял на своём решении поддержать создание Израиля. Существенную роль здесь сыграло и влияние еврейской общины в США, голосами которой хотел заручиться Трумэн накануне президентских выборов 1948 года. Кроме того, как пишет Е. Е. Эпштейн в статье «Образование государства Израиль и ближневосточная дипломатия США»: «Г. Трумэн был южным баптистом и питал некоторую религиозную симпатию к евреям».

## Признание и установление дипломатических отношений
После провозглашения независимости государства Израиль, США признало это де-факто, а 30 января 1949 года подтвердило это де-юре. В ходе первой арабо-израильской войны власти США поддерживали эмбарго на поставку оружия воюющим сторонам и создавало трудности американским добровольцам, желавшим принять участие в этой войне. Несмотря на это почти 1000 американских добровольцев участвовало в войне на стороне Израиля, в том числе и в ВВС Израиля в рамках МАХАЛь (מתנדבי חוץ לארץ).
Администрация США опасалась просоциалистического курса руководства Израиля, но после поддержки Израилем американцев в Корейской войне, эти опасения отошли на второй план. В 1950 году, США, совместно с Великобританией и Францией подписали резолюцию о территориальном статусе-кво, сложившимся после арабо-израильской войны 1947—1949 годов и остановке гонки вооружений на Ближнем Востоке. В начале 50-х годов американская администрация начала финансово помогать Израилю в малых масштабах (десятки миллионов долларов в год). В 1953 году, специальный посланник Трумэна Эрик Джонстон пытался урегулировать забор воды из Иордана между Израилем, Иорданией, Сирией и Ливаном. Хотя договор и не был подписан, де-факто враждующие страны продолжали действовать по нему вплоть до конца 80-х гг.

## При президенте Эйзенхауэре
В 50-е гг. отношения между Израилем и США все ещё оставались прохладными. США отказали в поставках оружия Израилю накануне Синайской кампании, осознавая, что поддержка этой кампании станет угрозой дипломатическим отношениям с другими странами региона. В начале 1956 года, специальный посланник президента Дуайта Эйзенхауэра Роберт Андерсон безуспешно пытался урегулировать конфликт между Израилем и Египтом. В начавшейся второй арабо-израильской войны, американская администрация совместно с руководством СССР потребовали от Израиля отвести войска с захваченного Синайского полуострова. Израиль был вынужден подчиниться этому требованию.
После революции в Ираке в 1958 году и фактического распада Багдадского пакта, администрация Дуайта Эйзенхауэра приняла стратегическое решение о пересмотре отношений с Израилем, делая ставку на еврейское государство как на основного партнёра США на Ближнем Востоке. Это выразилось в усилении военного и политического сотрудничества между странами. Начавшиеся возрождаться отношения омрачились докладом Госдепа США о наличии в Израиле ядерного исследовательского центра в Димоне, построенного с помощью Франции. Вплоть до начала 70-х гг. американские наблюдатели неоднократно посещали ядерный центр, пока с американской стороны не последовало фактического признания у Израиля ядерного потенциала.

## При президентах Кеннеди и Джонсоне
В мае 1961 года состоялась первая встреча нового американского президента с израильским премьер-министром, соответственно Джона Кеннеди и Давида Бен-Гуриона. В начале 1962 года страны подписали договор о экстрадиции преступников, а 27 декабря того же года президент Кеннеди заявил об «особых отношениях» США с Израилем на Ближнем Востоке и о поставке военного оборудования Израилю.
Сменивший Кеннеди президент Линдон Джонсон неуклонно поддерживал курс предыдущего президента. В 1964 году состоялся первый официальный визит израильского премьер-министра (Леви Эшколя) в Белый дом. Вплоть до начала Шестидневной войны Франция являлась основным поставщиком оружия Израилю, но с начала 60-х гг. США всё больше вытесняли французов на израильском рынке оружия. Начиная с поставок исключительно оборонительного вооружения, к примеру MIM-23 Хок, к середине 60-х гг, США стали поставлять и наступательные виды оружия. К тому же США способствовали получению западногерманского вооружения, поставляемого в Израиль в рамках договора о компенсациях.
Американские попытки урегулировать конфликт между Египтом и Израилем в Тиранском проливе ни к чему не привели, что вылилось в Шестидневную войну 1967 года. На третий день войны израильские ВВС (по официальной версии, ошибочно) атаковали американский разведывательный корабль «Liberty», что привело к гибели 34 и ранению 171 американских моряков. После окончания войны американская администрация поддержала резолюцию 242 СБ ООН. На фоне улучшающихся отношений между Францией и арабскими странами, США всё больше становились основным поставщиком вооружения в Израиль, а после объявления Францией эмбарго на продажу оружия Израилю, США поставляли еврейскому государству самолёты Фантом F-4.

## При президентах Никсоне и Форде
После Шестидневной войны администрация Никсона сделала ставку на Израиль как « на главного стратегического союзника на Ближнем Востоке» . Размер только экономической помощи мгновенно увеличился в 5-6 раз, а после окончания Войны на истощение 1967—1970 г. она сразу же подскочила до $2.6 млрд в год.
Однако 27 июня 1969 года израильское правительство приняло решение о присоединение восточной части Иерусалима, вызвав резко негативную оценку администрации Ричарда Никсона. 1 июля 1969 года американский посол при ООН заявил, что американское правительство видит в Восточном Иерусалиме оккупированную Израилем территорию. В том же году государственный секретарь США Уильям Роджерс предпринял попытку уладить арабо-израильский конфликт, предлагая так называемый «План Роджерса». В 1970 году Израиль по просьбе администрации США помог королю Хусейну изгнать сирийцев с территории Иордании, проведя учебную бомбардировку сирийских танковых колонн, тем самым угрожая вмешаться в конфликт палестинцев и иорданских властей.
В разразившейся войне Судного дня, когда ЦАХАЛ страдал от отсутствия необходимого вооружения, США организовали воздушный мост через Европу, с целью быстро поставить Израилю американское оружие. Но последовавшее за войной нефтяное эмбарго арабских стран, вынудило никсоновскую администрацию откорректировать «особое отношение» к Израилю, что выразилось в военных поставках американского вооружения некоторым арабским странам.
В 1974 году, американский конгресс принял поправку Джексона-Вэника, а 3 января 1975 года её подписал президент Джеральд Форд. В марте того же года разразился дипломатический конфликт между США и Израилем по поводу нахождения израильских солдат на территории Синая. После интенсивной серии встреч между госсекретарём Генри Киссинджером с руководителями Израиля и Египта, стороны подписали временное соглашение об отводе войск и перемирии. Помимо этого, президент Форд направил секретное письмо премьер-министру Ицхаку Рабину, в котором обязался поставлять современное вооружение и не допускать военного преимущества арабских стран.

## При президенте Картере
В 1977 году, конгресс принял закон о запрете американским компаниям участвовать в арабском эмбарго Израиля. В том же году в Женеве прошла международная мирная конференция по урегулированию арабо-израильского конфликта под патронажем США и СССР. Американская администрация была инициатором израильско-египетского саммита в Кэмп-Дэвиде, что в конечном итоге привело к заключению мирного договора между странами в 1979 году в Вашингтоне. Вместе с этим президент Джимми Картер обязался предоставить финансовую и военную помощь как Израилю, так и Египту. К тому же, США профинансировали перевод базы ВВС Израиля с Синая на территорию Израиля. В начале 1980 года картеровская администрация поддержала Резолюцию 465 СБ ООН, заявляющую о соблюдении принципов Женевской конвенции на оккупированных Израилем палестинских территориях, включая Восточный Иерусалим.

## При президенте Рейгане
В начале президентства Рональда Рейгана Израиль и США подписали договор о стратегическом сотрудничестве между странами. После принятия в Кнессете Закона о Голанских высотах этот договор был аннулирован американской стороной. Бомбардировка иракского реактора «Осирак» и продажа США Саудовской Аравии разведывательных самолётов Boeing E-3 Sentry привели к резкому охлаждению отношений между Израилем и США. Начавшаяся в 1982 году первая Ливанская война и резня в Сабре и Шатиле ещё больше испортили отношения между странами. К тому же израильское руководство не поддержало план мирного урегулирования, предложенного специальным посланником президента Филиппом Хабибом. В конце 1983 года отношения начинают налаживаться и в ноябре того же года страны подписали договор о стратегическом диалоге. В следующем году были проведены первые совместные учения ВВС и ВМС США и Израиля, а американская армия разместила на территории Израиля склады военного оборудования, призванные помочь ЦАХАЛу быстрее получить нужное оружие во время военного конфликта. С 1985 года американская помощь Израилю составляет 3 миллиарда долларов США в год, выделяемые конгрессом на военные и гражданские нужды Израиля. В том же году рейгановская администрация выделила специальную единовременную субсидию в размере 1.5 миллиарда долларов на поддержание экономического плана правительства Израиля. 22 апреля 1985 года США и Израиль подписали договор о свободной торговле между государствами.
В конце 1985 года наступило очередное охлаждение отношений между странами на фоне скандала с израильским шпионом Джонатаном Поллардом. В следующем году разгорелся новый скандал, известный как Иран-контрас. По некоторым сведениям, правительство Израиля принимало участие в поставках американского оружия в Иран.
В 1986 году Израиль начал принимать участие в американской программе «Звёздных войн», разрабатывая противоракетный комплекс Хец-2. В июне 1987 года израильское правительство дало согласие на постройку в районе Аравы ретранслятора радиостанции Голос Америки, вещающего на советскую территорию. Этот план вызвал гнев израильских защитников экологии и в конечном итоге был отменён.
В 80-х гг. израильская авиапромышленность разрабатывала собственный самолёт Лави, призванный составить конкуренцию американскому самолёту F-16. Под давлением американского правительства проект был закрыт в 1987 году.
В 1987 году Израиль стал первой страной, признанной основным союзником вне НАТО, что позволило ЦАХАЛу принимать участие в американских военных проектах.
Предложенный госсекретарём Шульцем в 1988 году мирный план урегулирования арабо-израильского конфликта ни к чему не привёл.

## При президенте Буше-старшем
Джордж Буш-старший способствовал переселению в Израиль большинства советских евреев (большая алия), повлияв на решение Горбачёва разрешить их выезд, а также исключив евреев в 1989 году из списка беженцев, принимаемых США, на основании того, что у евреев есть государство Израиль, готовое их принять.
Вместе с тем, на фоне Первой интифады и материальных трудностей Израиля при приёмке примерно миллиона олимов, Буш задействовал разнообразные рычаги давления на Израиль с целью остановить его поселенческую деятельность на Западном берегу Иордана, принудить Израиль к переговорам с ООП и добиться решения арабо-израильского конфликта по принципу «два государства для двух народов».
В 1989 году администрация Буша предложила новый план мирного урегулирования, названный по имени госсекретаря Джеймса Бейкера «Пять пунктов Бейкера», который в итоге не был реализован.
3 марта 1990 года Буш-старший заявил, что Восточный Иерусалим не принадлежит Израилю, что вызвало возмущение со стороны Израиля и его сторонников в США; ни один американский президент с 1967 года не делал таких заявлений.
В сентябре 1991 года Буш отказал Израилю в ранее согласованном кредитном поручительстве в размере 10 млрд долларов, необходимом для расселения и абсорбции в Израиле советских евреев-репатриантов, требуя остановить поселенческую деятельность и принять участие в Мадридской конференции с представителями палестинских арабов. Несмотря на крайнее недовольство израильского премьер-министра Ицхака Шамира, лидера правой партии Ликуд, ему пришлось уступить и принять участие в конференции.
Перед войной в Персидском заливе (1990-1991) и во время неё США оказывали сильнейшее давление на израильское правительство, требуя не отвечать на обстрелы Ираком территории Израиля, опасаясь развала антисаддамовской коалиции. Вместе с этим, США поставили Израилю зенитно-ракетные комплексы Пэтриот, оказавшиеся неэффективными.
Американо-израильский конфликт и вынужденные уступки Израиля привели к падению правительства Шамира и приходу к власти в 1992 году левой партии Авода во главе с Ицхаком Рабиным. Поддержка американскими евреями Буша-старшего, составлявшая в 1988 году 35%, на выборах 1992 года сократилась до 11%; Буш-старший проиграл эти выборы Биллу Клинтону.

## При президенте Клинтоне
Участие США в мирных переговорах в Осло было ограниченным, но подписание соглашений Осло и Каирского соглашения прошли в Белом Доме при участии президента Билла Клинтона. Подписание в 1994 году мирного договора с Иорданией также прошло под патронажем США и в присутствии Клинтона.
В октябре 1995 года США приняли закон о признании Иерусалима столицей Израиля, обязывающий правительство до 1999 года перевести посольство США из Тель-Авива в Иерусалим. Однако выполнение этого закона несколько раз откладывалось с целью давления на Израиль; посольство перенесли только при президенте Трампе в 2018 году. Двоякое отношение администрации Клинтона к статусу Иерусалима выразилось и в проблеме Ориент-хаус, здания в Восточном Иерусалиме, служившего неформальным штабом и посольством ООП. Дипломатические визиты в Ориент-хаус и подписание там соглашений вызывали протест у Израиля, видевшего в этом попытку подрыва своего суверенитета и отчуждения восточной части своей столицы; США неоднократно совершали такие действия в 1994 году.
После убийства Рабина 4 ноября 1995 года, Билл Клинтон приехал на похороны израильского премьер-министра, употребив в своей речи слова на иврите «Прощай, друг» (שלום, חבר). После очередной волны терактов в Израиле, США организовали в 1996 году антитеррористический саммит в Шарм-эш-Шейхе. Клинтон пытался «неявным образом» помочь соратнику Рабина, главе левой партии Авода Шимону Пересу, победить на израильских выборах 1996 года; однако премьер-министром был избран оппозиционный политик Биньямин Нетаньяху, глава правой партии Ликуд.
Когда вскоре, в сентябре 1996 года, после раскопок, в Иерусалиме был открыт для туристов подземный туннель, Ясир Арафат заявил, что израильтяне якобы планируют подрыть фундамент мечети Аль-Акса и разрушить её, освободив место для своего Храма. Палестинские арабы устроили массовые беспорядки и вооружённые столкновения, в ходе которых погибло несколько десятков человек. США воспользовались ситуацией для давления на Израиль, приведшего к подписанию в 1997 году Хевронских соглашений и фактическому разделу города Хеврон на палестинскую и израильскую зоны. Продолжающееся давление администрации Клинтона на Нетаньяху вынудило последнего в 1998 году подписать Меморандум Уай-ривер. Во время переговоров, по утверждению спецпосланника Денниса Росса, Клинтон назвал Нетаньяху «сукиным сыном» и обвинил его в намерении сорвать подписание соглашения. Подписание этих соглашений, непопулярных среди правящей коалиции, привело к падению правительства и досрочным выборам, в ходе которых премьер-министром Израиля в 1999 году стал очередной глава Аводы Эхуд Барак.
США лучше отнеслись к правительству Эхуда Барака, более склонного к уступкам палестинской стороне и обещавшего за 12-15 месяцев подписать мирный договор с Сирией, уступив ей Голанские высоты. Однако переговоры между сирийскими и израильскими представителями в США ни к чему не привели. Палестино-израильские переговоры в июле 2000 года в Кэмп-Дэвиде, несмотря на максимальные уступки Барака (по сравнению с предыдущими израильскими правительствами), также закончились ничем; после этого ООП начала вторую интифаду, приведшую к тысячам смертей. Президент Клинтон предложил новый план урегулирования, также не принятый сторонами из-за имеющихся противоречий.
Очередной кризис в отношениях вызвал факт продажи Израилем Китаю четырёх систем Phalcon. Под давлением США Израиль был вынужден отменить сделку на миллиард долларов, что привело к кризису в отношениях с Китаем и выплате большой неустойки. Позже Израиль, также под давлением американской администрации, отложил военную сделку с Индией.
Разочарование израильского общества политикой уступок, на фоне многочисленных жертв террора во время второй интифады, привело к падению правительства Эхуда Барака в 2001 году, а также к дальнейшему снижению популярности партии Авода (с 44 мандатов в 1992 году до 4 мандатов в 2022 году, из 120 кресел в Кнессете). На внеочередных выборах в Кнессет 6 февраля 2001 года больше всего голосов набрал Ликуд, и премьер-министром стал его лидер Ариэль Шарон.

## При президенте Буше-младшем
В 2000 году президентом США был избран Джордж Буш-младший. После терактов 11 сентября 2001 года, израильское правительство не было уверено, каких изменений ожидать в американской внешней политике, опасаясь, что США сочтут беспрецедентные теракты расплатой за свою поддержку Израиля. Эти опасения привели к «чехословацкой речи» премьер-министра Израиля Ариэля Шарона, в которой он заявил, что Израиль не станет очередной жертвой сверхдержав, как Чехословакия в 1938 году, а также выступил против двойных стандартов по отношению к терактам на территории Израиля и в остальном мире. Однако, вопреки израильским опасениям, Буш-младший не последовал примеру отца; напротив, новая администрация стала, по выражению Файнэншл Таймс, «самой произраильской со времени основания еврейского государства».
Отношение США к идее «двух государств для двух народов» претерпело значительные изменения. В своей речи 25 июня 2002 года, Буш-младший раскритиковал палестинское руководство за поддержку террора, безответственность и коррупцию, заявив: «Я призываю палестинский народ избрать новых лидеров, лидеров, не скомпрометированных террором. Я призываю их построить действующую демократию, основанную на толерантности и свободе <...> Палестинское государство никогда не будет создано террором – оно будет построено посредством реформ. И реформа должна быть чем-то большим, чем косметические изменения или завуалированная попытка сохранить статус-кво. Настоящая реформа потребует совершенно новых политических и экономических институтов, основанных на демократии, рыночной экономике и действиях по борьбе с терроризмом <...> Сегодня палестинские власти поощряют терроризм, а не противодействуют ему. Это неприемлемо. И Соединенные Штаты не будут поддерживать создание палестинского государства до тех пор, пока его лидеры не начнут упорную борьбу с террористами и не демонтируют их инфраструктуру».
В следующем году администрация Буша представила очередной план мирного арабо-израильского урегулирования «Дорожная карта». Одновременно с этим США всё больше отдалялись от поддержки Ясира Арафата, предпочитая Махмуда Аббаса.
В 2005 году США поддержали план Ариэля Шарона по одностороннему размежеванию (уходу Израиля из сектора Газа), расколовший израильское общество. Однако, вместо ожидавшегося снижения напряжения в секторе Газа, к власти в нём пришёл ХАМАС, усиливший ракетные обстрелы Израиля. В сложившейся ситуации Штаты, как и Израиль, исключили любой диалог с Хамас до признания им государства Израиль. Поддержка Израиля администрацией Буша продолжалась во время Второй Ливанской войны (2006) и в дни операции «Литой свинец» (2008).
6 декабря 2006 года двухпартийная комиссия Бейкера-Гамильтона призвала Буша-младшего немедленно инициировать мирные переговоры Израиля с Сирией, Ливаном и «умеренными» палестинскими фракциями. Выводы комиссии были одобрены Сирией и рядом палестинских террористических организаций, но Буш отказался принуждать Израиль к переговорам и назначать сроки создания палестинского государства, заявив: «У этой проблемы нет мгновенного решения».

## При президенте Обаме
При Бараке Обаме отношения США и Израиля значительно ухудшились.
Ещё во время президентской гонки в 2008 году, на встрече с избирателями в Кливленде Обама заявил: «Я думаю, что произраильское сообщество склонно к натяжке, заявляя, что, если вы не занимаете непоколебимую про-ликудовскую позицию по отношению к Израилю, то вы против Израиля, и это не может быть мерилом нашей дружбы с Израилем». Данная речь, «слитая» прессе лагерем Обамы, вызвала обеспокоенность правых и центристских произраильских групп в США (включая AIPAC и Конференцию президентов), и воодушевила их левый лагерь (включая J Street).
4 июня 2009 года в Каире Обама обратился к мусульманам мира с речью, заявив о попытке «открыть новую страницу» во взаимоотношениях между США и исламским миром, и упомянув о своих мусульманских корнях. Перейдя к арабо-израильскому конфликту, он поочерёдно упомянул Холокост и тяжёлые условия жизни палестинцев, требования столкнуть Израиль в море и расширение израильских поселений на Западном берегу Иордана. Обама заявил о схеме «двух государств для двух народов» как о единственном решении, потребовав от Израиля действий по её реализации. В Израиле речь вызвала скептическое отношение у правых и центристов и одобрение у левых. В ответном заявлении Израиль выразил готовность «делать всё от него зависящее <...> принимая при этом во внимание национальные интересы Израиля и в первую очередь - его безопасность».
Начальные шаги администрации Обамы и её резкая критика израильского строительства в Восточном Иерусалиме и на Западном берегу Иордана привели к кризису в отношениях между государствами. Заявление правительства Нетаньяху в марте 2010 года о строительстве 1600 единиц жилья в Восточном Иерусалиме администрация Обамы назвала «серьезным оскорблением» и в ультимативной форме потребовала от Израиля пойти на ряд уступок ПА. 2 сентября 2010 года в Вашингтоне прошли переговоры между Нетаньяху и Аббасом; через две недели прошла повторная встреча. Дальнейшие встречи были отменены ПА в связи с отказом Израиля продлевать мораторий на строительство на спорных территориях. В 2011 году Обама потребовал возврата к границам 1967 года; Нетаньяху в ответ назвал их «необоснованными», добавив: «Они не учитывают определенные демографические перемены, которые произошли на месте событий за последние 44 года. Мир, основанный на иллюзии, разобьётся о скалы ближневосточной реальности».
Поддержка США в мае 2010 года заявления ООН об уничтожении ядерного оружия на Ближнем Востоке и контроле ядерного арсенала Израиля не улучшила атмосферы двустороннего сотрудничества.
Одним из действий администрации Обамы, наиболее критикуемых в Израиле и США, стала ядерная сделка с Ираном в 2015 году. По условиям сделки, Иран подтвердил, что «ни при каких обстоятельствах никогда не будет стремиться к обладанию, разработке или приобретению ядерного оружия». При этом США и другие страны-участники признали право Ирана на «исключительно мирную ядерную программу» и сняли с Ирана часть санкций. Конгрессмены-республиканцы возражали против этой сделки, как и AIPAC; Нетаньяху назвал сделку «капитуляцией» и «серьезной ошибкой исторического масштаба». Обама, напротив, назвал критиков сделки «паникёрами», которые «просто не откровенны с американским народом» и «принимают выбор войны». Министр иностранных дел Ирана прокомментировал: «Никогда прежде сионистский режим не был настолько изолирован, даже среди своих собственных союзников».
В декабре 2016 года, в конце президентского срока Обамы, СовБез ООН голосовал за резолюцию, осуждающую строительство Израилем поселений на Западном берегу, и США впервые за 40 лет не воспользовались правом вето, в результате чего резолюция была принята.

## При президенте Трампе
Президентство республиканца Дональда Трампа отличалось дружественным отношением к Израилю; газета The Times of Israel опубликовала список из 100 случаев, когда Дональд Трамп поддержал Израиль.
12 октября 2017 года США заявили о своём выходе из ЮНЕСКО из-за её «антиизраильской предвзятости» после того, как организация предоставила статус постоянного члена Палестине. Решение вступило в силу 31 декабря 2018 года; на следующий день Израиль также вышел из ЮНЕСКО.
6 декабря 2017 года, президент Трамп объявил о признании Иерусалима столицей Израиля и о переносе посольства США в Иерусалим; посольство было открыто 14 мая 2018 года, в день 70-летней годовщины независимости Израиля. Американское генконсульство для Палестинской автономии было закрыто в 2019 году и преобразовано в филиал посольства США в Израиле.
23 марта 2018 года президент Трамп подписал Акт Тейлора Форса, направленный на сокращение американской экономической помощи Палестинской администрации (ПА) до тех пор, пока они не прекратят финансирование и поощрение терроризма в виде выплаты зарплат осуждённым в Израиле террористам и пособий семьям погибших «шахидов».
8 мая 2018 года США ужесточили политику по отношению к Ирану и вышли из ядерной сделки с Ираном, которую Трамп называл «худшей сделкой всех времён»; Израиль приветствовал этот шаг.
23 августа 2018 года администрация Трампа отменила финансирование агентства ООН по палестинским беженцам (БАПОР), поколениями учащего палестинских школьников в духе антисемитизма и прославления терроризма, по учебникам, где Израиля нет на карте, а Холокост не упоминается. Проблему учебников БАПОР вскоре признал и Европейский парламент.
10 сентября 2018 года госдеп США объявил о закрытии офиса ООП в Вашингтоне; Израиль поддержал, а ООП осудила этот шаг.
25 марта 2019 года Трамп, на совместной пресс-конференции с премьер-министром Израиля Биньямином Нетаньяху, объявил о признании США Голанских высот частью Израиля.
3 марта 2020 года назначенный Трампом посол США в Израиле Дэвид Фридман заявил, что территории Западного берега р. Иордан (Иудеи и Самарии) никогда не будут «юденрайн», после неоднократных заявлений ПА о том, что в их государстве не будет «ни одного еврея» и «ни одного израильтянина».
28 октября 2020 года Фридман подписал в Ариэльском университете соглашение об усилении двустороннего научно-технологического сотрудничества. Оно сняло действовавший ранее запрет для научных учреждений США сотрудничать с аналогичными израильскими учреждениями Западного берега.
В 2020—2021 годах при посредничестве США были подписаны договора о нормализации отношений между Израилем и 4 арабскими странами (ОАЭ, Бахрейном, Суданом и Марокко), известные как Соглашения Авраама; переговоры курировал старший советник и зять Трампа Джаред Кушнер.

## При президенте Байдене
Победа на выборах в США в 2020 году Джо Байдена была воспринята в Израиле с настороженностью; американо-израильские отношения вступили в очередной период охлаждения. Администрация Байдена отменила ряд произраильских решений предыдущей администрации Трампа.
Уже в январе 2021 года администрация Байдена заявила о намерении возобновить финансирование БАПОР, прекращённое Трампом в 2018 году. Поддержка агентства, критиковавшегося за распространение антисемитизма и радикализацию палестинской молодёжи, вызвала протест как со стороны республиканцев, так и среди еврейских организаций США.
26 января 2021 года администрация Байдена заявила о намерении снова открыть офис ООП в Вашингтоне, закрытый Трампом в 2018 году; республиканцы выразили "глубокую обеспокоенность" этим решением.
При обострении палестино-израильского конфликта в мае 2021 года, по сообщению CNN, Байден, публично признавая право Израиля на самооборону, одновременно оказывал давление на Нетаньяху, чтобы Израиль прекратил ответные удары по ХАМАС, производившему ракетные обстрелы Израиля из сектора Газа. Администрация Байдена подвергалась критике как со стороны республиканцев за недостаточную поддержку Израиля, так и со стороны демократов за позицию, которая могла быть воспринята Израилем как негласное одобрение продолжения его действий.
9 ноября 2021 года, при голосовании в ООН по вопросу о потомках палестинских беженцев и их праве на возвращение в Израиль, США не стали голосовать «против», как это происходило при Трампе и всех остальных президентах, а воздержались, вернувшись к политике Обамы, что вызвало протест американской Коалиции за еврейские ценности.
25 ноября 2021 года администрация Байдена заявила о намерении снова открыть генконсульство для ПА в Восточном Иерусалиме, закрытое Трампом в 2019 году. Это решение было отложено — как сочла часть экспертов, чтобы не ставить левоцентристское правительство Лапида-Беннета под огонь критики справа. На конец 2022 года, вопрос был по-прежнему отложен — по мнению источников The Times of Israel в правительстве США, во избежание резкой конфронтации с Израилем.
12 июня 2023 года США решили вернуться в ЮНЕСКО, выплатив 0,5 млрд долларов задолженности по членским взносам. Вскоре, в сентябре, ЮНЕСКО внесла руины возле древнего города Иерихон «в состав Палестины»; МИД Израиля заявило, что рассматривает этот шаг как «ещё один признак циничного использования палестинцами ЮНЕСКО» и её политизации.
25 июня 2023 года США возобновили академический бойкот научных заведений Иудеи и Самарии, отменённый Трампом в 2020 году.
Вместе с тем, 27 сентября 2023 года США заявили о введении безвизового режима с Израилем.
Администрация Байдена, по мнению ряда аналитиков, оказывает сильное давление на правое правительство Биньямина Нетаньяху и стремится к его замене на левоцентристский блок Яира Лапида и Бени Ганца. США противодействовали судебной реформе правительства Нетаньяху, проводили встречи с оппозицией и многократно поддерживали её своими заявлениями, одновременно выражая обеспокоенность действиями правительства и угрожая ослабить поддержку Израиля со стороны США.
Представители Республиканской партии неоднократно обвиняли администрацию Байдена в недостаточной поддержке Израиля и откровенно антиизраильской политике.
25 из 435 членов Палаты представителей Конгресса США, члены Демократической партии, призвали госсекретаря Энтони Блинкена «оказать давление» на руководство Израиля в целях прекращения вынужденного переселения палестинцев в Восточном Иерусалиме. «Даже наши союзники должны нести ответственность за нарушения прав человека», — заявил член Палаты представителей Марк Покан. Как заявила член Палаты представителей Конгресса США Александрия Окасио-Кортес, «президент и многие другие лица на этой неделе заявили, что у Израиля есть право на самооборону…Но есть ли у палестинцев право на выживание?».